# Lincoln City FC
A Lincoln City Football Club egy 1884-ben alapított angliai labdarúgóklub Lincoln városban. A csapat 2019-ben megnyerte az angol negyedosztály küzdelmeit, így feljutottak a harmadosztályba.

## Jelenlegi keret
| #  |     | Poszt | Név                  |
| -- | --- | ----- | -------------------- |
| 6  | IRL | V     | Cian Bolger          |
| 10 | ENG | KP    | Jack Payne           |
| 11 | ENG | CS    | Tom Hopper           |
| 12 | ENG | KP    | Ellis Chapman        |
| 14 | USA | CS    | Jordan Adebayo-Smith |
| 15 | FIN | KP    | Alex Bradley         |
| 17 | IRL | CS    | Anthony Scully       |

| #  |     | Poszt | Név               |
| -- | --- | ----- | ----------------- |
| 18 | ENG | KP    | Jorge Grant       |
| 22 | WAL | V     | Aaron Lewis       |
| 24 | ENG | V     | Max Melbourne     |
| 25 | IRL | KP    | Zachary Elbouzedi |
| 26 | ENG | KP    | Harry Anderson    |
| 33 | ENG | V     | Ben Coker         |
| 37 | ENG | KP    | Tayo Edun         |

## Sikerek
- Angol labdarúgó-bajnokság (negyedosztály) bajnok: 1975-76, 2018-19
- Angol labdarúgó-bajnokság (negyedosztály) második: 1980-81
- Angol labdarúgó-bajnokság (negyedosztály) harmadik: 1997-98
- Johnstone's Paint Trophy döntős: 1983
- FA Trophy döntős - 2012-13

## Híres játékosok
- Jack Hobbs
- Tony Woodcock
- Frank Sinclair
- Kovács János
- Kris Bright
- Bruce Grobbelaar

## Fordítás
- Ez a szócikk részben vagy egészben  a   Lincoln City F.C. című angol Wikipédia-szócikk fordításán alapul.  Az eredeti cikk szerkesztőit annak laptörténete sorolja fel. Ez a jelzés csupán a megfogalmazás eredetét és a szerzői jogokat jelzi, nem szolgál a cikkben szereplő információk forrásmegjelöléseként.